# Bill Foster (giocatore di baseball)
William Hendrick Foster, detto Bill (Calvert, 12 giugno 1904 – Lorman, 16 settembre 1978), è stato un giocatore di baseball statunitense di ruolo lanciatore nelle Negro League. È stato introdotto nella National Baseball Hall of Fame nel 1996.

## Carriera
Bill era il fratello minore dell'altro membro della Hall of Fame Rube Foster. Giocò per i Memphis Red Sox nel 1923 e 1924, i Chicago American Giants dal 1925 al  1930 e ancora nel 1932 e 1935 e nel 1937, per gli the Homestead Grays e i Kansas City Monarchs nel 1931 e per i Pittsburgh Crawfords nel 1936. Nel 1926, Foster vinse 23 partite consecutive e 26 complessive ma la sua prestazione migliore giunse nell'ultima giornata di playoff per determinare i campioni della Negro National League. Bisognoso di una doppia vittoria in due sfide contro i Kansas City Monarchs, Foster disputò due gare complete senza concedere alcun punto, nelle vittorie per 1–0 e 5–0, che portarono i Giants alle World Series.
Charlie Gehringer una volta disse a Foster: "Se potessi dipingerti di bianco potrei ottenere 150.000 dollari per farti giocare nella MLB." Il giocatore delle Negro league e manager Dave Malarcher paragonò Foster alla leggenda delle Negro League Satchel Paige dicendo: "Bill Foster era la mia stella, il miglior lanciatore della nostra epoca, nettamente migliore di Satchel."

## Palmarès
- Negro League World Series: 2

Chicago American Giants: 1926, 1927
- All-Star: 2

1933, 1934